# 自民党国際人材議員連盟
自民党国際人材議員連盟（じみんとうこくさいじんざいぎいんれんめい）は、かつて存在した自由民主党の議員連盟。2005年（平成17年）、中川秀直が会長となり外国人材交流推進議員連盟として12月13日設立。2013年5月22日に外国人材交流推進議員連盟を前身として、小池百合子が会長に就任し、自民党国際人材議員連盟が発足した。
勉強会の講師として坂中英徳移民政策研究所（旧外国人政策研究所）所長を迎えるなどしている。
2008年6月12日前身の外国人材交流推進議員連盟であった時に、今後50年間で約1000万人の移民受け入れを目指す提言案、永住許可要件の大幅な緩和、「移民庁」設置案などが明らかになっている。
その後、小池百合子が会長となり自民党国際人材議員連盟に名称を変更。方針転換を行い、外国人労働者は高度人材のみ受け入れる方針であることを語っていた。
2016年になり、小池百合子会長の東京都知事への転身等があり、同年8月31日付で解散した。

## 幹部
- 会長 - （空席）
- 副会長 - （空席）
- 幹事長 - （空席）
- 顧問 - 石破茂
- 事務局長 - 末松信介

## メンバー

### 衆院議員
- 阿部俊子
- 西村康稔
- 関芳弘
- 萩生田光一
- 御法川信英
- 宮下一郎
- 山際大志郎

### 参院議員
- 岡田直樹
- 岡田広
- 鶴保庸介
- 古川俊治
- 山本順三
- 猪口邦子

### 元メンバー（脱退・離党・除名・落選・死亡）
- 小池百合子（会長）
- 岩城光英（副会長）
- 中川秀直
- 杉浦正健
- 小林温
- 伊藤公介
- 石崎岳
- 大野松茂
- 大前繁雄
- 岡本芳郎
- 岡部英明
- 小野晋也
- 木挽司
- 清水鴻一郎
- 谷川秀善
- 塚田一郎
- 中森福代
- 中村博彦
- 三ッ林隆志
- 村田吉隆
- 森喜朗
- 山中燁子
- 山本一太
- 山本明彦
- 大村秀章
- 中野正志
- 宮路和明
- 今津寛
- 左藤章
- 衛藤征士郎
- 河村建夫
- 塩崎恭久
- 塩谷立
- 菅原一秀
- 西村明宏
- 野田毅
- 大塚拓
- 亀岡偉民
- 奥野信亮
- 土井亨
- 長島忠美
- 中山泰秀
- 松本純
- 松本文明
- 三原朝彦
- 秋元司
- 丸川珠代
- 伊達忠一
- 中川雅治
- 二之湯智
- 吉田博美
- 木村義雄